# Польша на «Евровидении-1999»
Польша участвовала в телевизионном конкурсе Евровидение-1999, который состоялся 29 мая в Иерусалиме, Израиль. Страну представлял певец Мечислав "Митек" Щесняк с балладой Przytul mnie mocno, написанной композитором Северином Краевским на стихи Войцеха Зембицкого. По итогам голосования Щесняк занял 18-е место из 23, набрав 17 очков. Этот результат привёл Польшу к вылету из конкурса 2000 года и понижению её до "пассивного участника". Поэтому, Przytul mnie mocno стала предшественницей польской заявки на Евровидение-2001 2 Long в исполнении Пясека. Евровидение-1999 было показано польским телевидением на каналах TVP1 и TVP Polonia с комментариями Артура Ожеха. Глашатаем, объявлявшем очки польских телезрителей, был Ян Хойнацкий.

## До «Евровидения»

### Внутренний отбор
Польское телевидение, являющееся организатором выбора польской заявки на Евровидение, использовало внутренний отбор. Данная процедура была имплементирована вещателем с 1994 года, когда Польша дебютировала на Евровидение с песней To nie ja! в исполнении Эдиты Гурняк. Перед выбором артиста польскому телевидению поступила песня Przytul mnie mocno, написанная композитором Северином Краевским на стихи Войцеха Зембицкого. Вещатель одобрил эту заявку. В начале марта 1999 года состоялось закрытое прослушивание четырёх артистов, исполнивших Przytul mnie mocno. Список артистов был представлен следующими именами:
- Пясек
- Кася Станкевич
- Мечислав Щесняк
- Наталия Кукульска

По результатам прослушивания 9 марта 1999 года было объявлено, что представлять Польшу на Евровидение-1999 будет Митек Щесняк с песней Przytul mnie mocno. Позднее Щесняк говорил в интервью, что он принял участие в прослушивании и самом Евровидение под давлением выпускающего лейбла, с которым у Митека был контракт.

## На «Евровидении»
По правилам конкурса Евровидение-1999, список стран-участниц состоит из страны-победительницы прошлого выпуска, 17 стран с высоким средним баллом за предыдущие пять конкурсов и тех стран, кто не участвовал в Евровидение-1998, но транслировал его. Средний балл Польши составлял 57, следовательно, она была приглашена к участию в конкурсе 1999 года. В Иерусалиме Митек Щесняк выступал под номером 12, между Нидерландами и Исландией. По итогам голосования Щесняк занял 18-е место из 23, набрав 17 очков. Этот результат привёл Польшу к вылету из конкурса 2000 года и понижению её до "пассивного участника". В итоге страна вернулась в 2001 году. Польша задействовала при определении победителя голоса телезрителей. Данная процедура была апробирована Европейским вещательным союзом в 1997 году для пяти стран. 12 очков польские телезрители присудили Германии.

### Голосование
| Очки      | Страна                 |
| --------- | ---------------------- |
| 12 баллов |                        |
| 10 баллов |                        |
| 8 баллов  |                        |
| 7 баллов  | - Литва                |
| 6 баллов  | - Босния и Герцеговина |
| 5 баллов  |                        |
| 4 балла   | - Германия             |
| 3 балла   |                        |
| 2 балла   |                        |
| 1 балл    |                        |

| Очки      | Страна               |
| --------- | -------------------- |
| 12 баллов | Германия             |
| 10 баллов | Израиль              |
| 8 баллов  | Эстония              |
| 7 баллов  | Хорватия             |
| 6 баллов  | Швеция               |
| 5 баллов  | Босния и Герцеговина |
| 4 балла   | Исландия             |
| 3 балла   | Австрия              |
| 2 балла   | Бельгия              |
| 1 балл    | Дания                |